# علیرضا علیزاده (بازیکن فوتبال)
علیرضا علیزاده (زادهٔ ۲۲ بهمن ۱۳۷۱ - تهران) بازیکن فوتبال اهل ایران است که در پست هافبک دفاعی برای باشگاه فوتبال گل‌گهر سیرجان در لیگ برتر خلیج فارس بازی می‌کند و عضو تیم ملی فوتبال ایران است.

## آمار ملی

### بازی‌های ملی
تا تاریخ ۱۶ ژوئن ۲۰۲۳
| ایران | ایران | ایران |
| سال   | بازی  | گل    |
| ----- | ----- | ----- |
| ۲۰۲۳  | ۱     | ۰     |
| مجموع | ۱     | ۰     |